# 7000 Curie
A 7000 Curie (ideiglenes jelöléssel 1939 VD) a Naprendszer kisbolygóövében található aszteroida. Fernand Rigaux fedezte fel 1939. november 6-án.
Nevét a lengyel származású francia fizikus és kémikus, Marie Curie után kapta.